# Lijst van nummer 1-hits in de Vlaamse top 10 in 2010
De volgende hits stonden in 2010 op nummer 1 in de Vlaamse Vlaamse top 10.
| Datum        | Artiest        | Titel                                      |
| ------------ | -------------- | ------------------------------------------ |
| 2 januari    | vtmKzoom       | Het vtmKzoom lied                          |
| 9 januari    | vtmKzoom       | Het vtmKzoom lied                          |
| 16 januari   | vtmKzoom       | Het vtmKzoom lied                          |
| 23 januari   | vtmKzoom       | Het vtmKzoom lied                          |
| 30 januari   | vtmKzoom       | Het vtmKzoom lied                          |
| 6 februari   | vtmKzoom       | Het vtmKzoom lied                          |
| 13 februari  | Andes          | Vergeef me                                 |
| 20 februari  | Andes          | Vergeef me                                 |
| 27 februari  | K3             | Mamasé                                     |
| 6 maart      | Laura Lynn     | We dansen de Zumba/Als liefde vleugels had |
| 13 maart     | Laura Lynn     | We dansen de Zumba/Als liefde vleugels had |
| 20 maart     | Christoff      | Je maakt me zo gek                         |
| 27 maart     | Christoff      | Je maakt me zo gek                         |
| 3 april      | Willy Sommers  | Vogelvrij                                  |
| 10 april     | Willy Sommers  | Vogelvrij                                  |
| 17 april     | Willy Sommers  | Vogelvrij                                  |
| 24 april     | Willy Sommers  | Vogelvrij                                  |
| 1 mei        | Flip Kowlier   | Mo ba nin                                  |
| 8 mei        | Flip Kowlier   | Mo ba nin                                  |
| 15 mei       | Flip Kowlier   | Mo ba nin                                  |
| 22 mei       | Tom Waes       | Dos cervezas                               |
| 29 mei       | Tom Waes       | Dos cervezas                               |
| 5 juni       | Tom Waes       | Dos cervezas                               |
| 12 juni      | Tom Waes       | Dos cervezas                               |
| 19 juni      | Tom Waes       | Dos cervezas                               |
| 26 juni      | Tom Waes       | Dos cervezas                               |
| 3 juli       | Tom Waes       | Dos cervezas                               |
| 10 juli      | Tom Waes       | Dos cervezas                               |
| 17 juli      | Tom Waes       | Dos cervezas                               |
| 24 juli      | Tom Waes       | Dos cervezas                               |
| 31 juli      | Tom Waes       | Dos cervezas                               |
| 7 augustus   | Tom Waes       | Dos cervezas                               |
| 14 augustus  | Lindsay        | Voor 100%                                  |
| 21 augustus  | Tom Waes       | Dos cervezas                               |
| 28 augustus  | Christoff      | 't Is weer tijd voor de polonaise          |
| 4 september  | Christoff      | 't Is weer tijd voor de polonaise          |
| 11 september | Christoff      | 't Is weer tijd voor de polonaise          |
| 18 september | Christoff      | 't Is weer tijd voor de polonaise          |
| 25 september | K3             | Hallo K3                                   |
| 2 oktober    | K3             | Hallo K3                                   |
| 9 oktober    | K3             | Hallo K3                                   |
| 16 oktober   | K3             | Hallo K3                                   |
| 23 oktober   | K3             | Hallo K3                                   |
| 30 oktober   | K3             | Hallo K3                                   |
| 6 november   | Samson en Gert | Droom                                      |
| 13 november  | Samson en Gert | Droom                                      |
| 20 november  | Samson en Gert | Droom                                      |
| 27 november  | Laura Lynn     | Wat heb jij met mij gedaan?                |
| 4 december   | Laura Lynn     | Wat heb jij met mij gedaan?                |
| 11 december  | De Pitaboys    | Waar is da feestje?                        |
| 18 december  | De Pitaboys    | Waar is da feestje?                        |
| 25 december  | De Pitaboys    | Waar is da feestje?                        |

Lijsten van nummer 1-hits in de Radio 2 Top 30

1970 ·
1971 ·
1972 ·
1973 ·
1974 ·
1975 ·
1976 ·
1977 ·
1978 ·
1979 ·
1980 ·
1981 ·
1982 ·
1983 ·
1984 ·
1985 ·
1986 ·
1987 ·
1988 ·
1989 ·
1990 ·
1991 ·
1992 ·
1993 ·
1994 ·
1995 ·
1996 ·
1997 ·
1998 ·
1999 ·
2000 ·
2001 ·
2002 ·
2003 ·
2004 ·
2005 ·
2006 ·
2007 ·
2008 ·
2009 ·
2010 ·
2011 ·
2012 ·
2013 ·
2014 ·
2015 ·
2016 ·
2017 ·
2018 ·
2019 ·
2020 ·
2021 ·
2022 ·
2023 ·
2024 ·
2025
Lijsten van nummer 1-hits in de Ultratop 50 

1995 ·
1996 ·
1997 ·
1998 ·
1999 ·
2000 ·
2001 ·
2002 ·
2003 ·
2004 ·
2005 ·
2006 ·
2007 ·
2008 ·
2009 ·
2010 ·
2011 ·
2012 ·
2013 ·
2014 ·
2015 ·
2016 ·
2017 ·
2018 ·
2019 ·
2020 ·
2021 ·
2022 ·
2023 ·
2024 ·
2025
Lijsten van nummer 1-hits in de Vlaamse top 50

2001 ·
2002 ·
2003 ·
2004 ·
2005 ·
2006 ·
2007 ·
2008 ·
2009 ·
2010 ·
2011 ·
2012 ·
2013 ·
2014 ·
2015 ·
2016 ·
2017 ·
2018 ·
2019 ·
2020 ·
2021 ·
2022 ·
2023 ·
2024 ·
2025
- Nederland (Top 40)
- Nederland (Single Top 100)
- Nederland (3FM Mega Top 50)
- Nederland (iTunes Top 30)
- Nederland (Kink 40)
- Vlaanderen (Radio 2 Top 30)
- Vlaanderen (Ultratop 50)
- Vlaanderen (Top 30 van Ultratop)
- Vlaanderen (De Afrekening)
- Wallonië
- Australië
- Canada
- Denemarken
- Duitsland
- Finland
- Frankrijk
- Ierland
- Italië
- Luxemburg
- Nieuw-Zeeland
- Noorwegen
- Oostenrijk
- Polen
- Portugal
- Spanje
- Verenigd Koninkrijk
- Verenigde Staten (Hot 100)
- Zweden
- Zwitserland